# Nunca te prometí un jardín de rosas
Nunca te prometí un jardín de rosas es una película de 1977 dirigida por Anthony Page e interpretada por Kathleen Quinlan en el papel principal. La película fue nominada a los premios Oscar en la categoría de mejor guion adaptado.
- Datos: Q1754631